# 임세황
임세황(林世黃, 1992년 4월 5일 ~ ) 은 KBO 리그 선수이다.

## 출신학교
- 광주대성초등학교
- 무등중학교
- 광주제일고등학교
- 동국대학교